# 山本紗綺のスクランブルラジオ!
『山本紗綺のスクランブルラジオ!』は、2021年7月7日から、毎週水曜深夜1時30分からエフエム北海道で放送されているラジオ番組。

## 概要
札幌市出身のシンガーソングライター山本紗綺の初のレギュラーラジオ。